# Estudios Shinfield
Shinfield Studios es un estudio de cine y televisión ubicado en Shinfield, Inglaterra, a aproximadamente 37 millas de Londres. Propiedad de Shadowbox Studios, su construcción se completó en la primavera de 2024. Forma parte de la nueva generación de estudios cinematográficos británicos emergentes que han colaborado con importantes productoras de Hollywood, entre ellas Netflix, Lucasfilm y Sony.
El estudio se encuentra en el campus de la Universidad de Reading y ha trabajado en conjunto con dicha universidad y el Instituto de Cine Británico para contribuir al desarrollo del programa de formación Sc.
Además, Shinfield Studios ha sido preseleccionado para el galardón Estudio del Año en los Premios de Producción Global 2025.

## Instalaciones
Shinfield Studios dispone de 18 estudios insonorizados y climatizados que abarcan una superficie total de 433.649 pies cuadrados. Además, cuenta con un amplio terreno de grabación de aproximadamente 9 acres, así como talleres y espacios de oficina.  Entre sus instalaciones destacan dos de los escenarios sonoros más grandes del Reino Unido, cada uno con una superficie de 41.000 pies cuadrados y una altura de 35 metros. El complejo también alberga 38 talleres que pueden acomodar una amplia variedad de oficios, incluyendo la producción de escenarios, efectos sonoros y vehículos de acción.

## Producciones

### Película
- Cazafantasmas: El imperio congelado (2024)[6]
- Groenlandia: Migración (2025)
- El árbol mágico lejano (TBA) [7]

- La reina Carlota: Una historia de Bridgerton (2023)
- El acólito (2024) [8]
- LOL: El último en reír (Reino Unido ) (2025) [9]
- 99 para vencer (2025) [10]